# Ràdio per Internet
La Ràdio per Internet  és un servei d'emissió o reemissió de ràdio que es pot rebre a través d'Internet. A causa del fet que el senyal de ràdio és enviat a través d'Internet, ens és possible d'accedir a estacions de qualsevol part del món. Per exemple escoltar una ràdio de Catalunya des d'Austràlia.
Això ha fet molt popular aquest servei entre emigrats o per gent que té gustos especials que no pot obtenir amb les seves ràdios locals (per exemple 24 hores de Música Rock o de Música Country)
Alguns dels serveis de ràdio per Internet que es poden trobar, inclouen esports, notícies, etc.. tot el que podríem escoltar per una ràdio tradicional ho podem trobar també a Internet.

## Tecnologia de la radio per Internet
No totes les emissores de ràdio tenen una correspondència amb alguna estació de ràdio tradicional, en lloc d'això només existeixen en la xarxa d'Internet, el fet de transmetre per internet en anglès s'anomena generalment webcasting.
Una de les maneres més comunes de distribuir ràdio per internet és a través de streaming de so en format MP3. Que fa envia els fitxers amb el popular format de música MP3, en petits paquets a través d'una connexió TCP/IP, que llavors són ajuntats de nou i reproduïts en els següents dos segons. Per tant, les emissions amb aquest sistema tindran un retard d'uns 2 segons.
En una emissió per Internet, hi ha tres components principals:
1. La font d'emissió de contingut (la cadena de ràdio)
2. Algú que distribueixi l'emissió (servidor), ja que en general es necessita un equipament important
3. Algú que torni a emetre el contingut (el ràdio oient)

Entre els molts sistemes per emetre a la ràdio, últimament estan sortint alternatives, de cara als usuaris que escolten música per tal que automàticament els usuaris puguin crear un perfil de les cançons que més els agraden, i això crea una xarxa de gent amb gustos similars que rebran la mateixa emissió de ràdio. Un dels sistemes més populars és el Last.fm. Però això té un límit; la gent seleccionant només el que coneix. No hi ha de reals possibilitats de descobrir Artistes i Grups pocs o pas mediatitzats a altres llocs...
Les dues xarxes ràdio les més importants són SHOUTcast i Live365. Tenen uns funcionaments ben diferents.